# Niclas Johansson
Otto Niclas Johansson, senare Galle, född 31 augusti 1973 i Göteborg, är en svensk före detta fotbollsspelare (mittfältare) som åren 1995–1996 representerade Gais och 1997–2001 Västra Frölunda IF.
Johansson är son till fotbollsspelaren Leif Johansson, som också spelade för Gais och Västra Frölunda.

## Biografi
Johansson lyftes 1993 upp från IFK Göteborgs juniorlag till A-laget, men lyckades inte ta en plats i laget utan gjorde endast sju träningsmatcher för klubben. Han gick därför 1994 till Mölnlycke IF. Efter en säsong i Mölnlycke värvades han till Gais i division I, där han med sina tolv mål var starkt bidragande till att Gais slutade tvåa i söderettan och förlorade kvalspelet till Allsvenskan 1996 mot IFK Norrköping. Johansson tilldelades Hedersmakrillen för säsongen 1995. När Gais säsongen 1996 i stället åkte ur division I gick han inför 1997 till Västra Frölunda IF. Med Frölunda gick han upp i Allsvenskan 1998, och han spelade sedan allsvensk fotboll till 2000, då Frölunda åkte ur serien. Efter ett år med Frölunda i Superettan 2001 övergick han till Kållereds SK.